# Университет науки и технологии (Улан-Батор)
Монгольский университет науки и технологии (англ. Mongolian University of Science and Technology, монг. Монгол Улсын Шинжлэх Ухаан Технологийн Их Сургууль)  - многоуровневый и многопрофильный центр для подготовки и обучения кадров, базирующийся в Улан-Баторе, Монголия. В 2002-м году его поставили на 7-е место в рейтинге лучших университетов Азии. Ректор университета — профессор Баатар Очирбат.

## История
В 1960 году в Монголии начали вести подготовку специалистов для промышленности и сельскохозяйственных предприятий в Национальном университете Монголии. В 1969 году из  преподавательского состава Национального университета Монголии был выделен Политехнический институт (NUM) с пятью факультетами: строительство, энергетика, геология, машиностроение, машиностроение и экономика. В 2001 году институт получил аккредитацию и название — Монгольский университет науки и техники.

## Современное состояние
- Школа инженерии и архитектуры
- Школа компьютерных технологий и менеджмента
- Школа нефтяной промышленности и геологии
- Школа биотехнология и пищевой инженерии
- Школа промышленных технологий и дизайна
- Школа телекоммуникационных и информационных технологий
- Школа математики
- Школа материаловедения
- Школа горной инженерии
- Школа социальной технологии
- Школа энергетики
- Школа технологии в Дархане

## Филиалы
Университет имеет три филиала: в Эрдэнэте, в Уверхангае и в самом Улан-Баторе.